# Río Isiboro
Le río Isiboro est une rivière amazonienne bolivienne, un des plus importants affluents gauche du río Mamoré. Son cours se trouve dans le Département de Cochabamba et le Département du Beni.

## Hydrographie
Le río Isiboro naît dans le département de Cochabamba, au pied de la cordillère des Andes à une hauteur de 1 360 mètres. Depuis ce point, la rivière se dirige vers le sud-est sur 40 kilomètres puis se tourne vers le nord-est sur 21 kilomètres jusqu'à sortir dans la plaine. Ensuite, elle continue de couler en direction du nord-est et parcourt le département du Beni sur 174 kilomètres jusqu'à son embouchure dans la rivière Mamoré à une hauteur de 155 mètres.

### Parcours par Département
- Cochabamba - (331 km)  Bolivie
- Beni - (174 km)  Bolivie

## Voyez-vous aussi
- Rivière Securé
- Rivière Mamoré
- Rivière Ichilo
- Rivière Mamorecillo